# Max König (Fußballspieler)
Max König (* 2. Januar 1928; † 11. Mai 2016) war ein deutscher Fußballspieler. Er war in den 1950er Jahren sowohl in der DDR als auch in der Bundesrepublik im Erstligafußball aktiv.

## Sportliche Laufbahn
Von der Berliner SG Phönix Buch kommend, schloss sich Max König zur Saison 1949/50 dem VfB Pankow an. Der VfB spielte zu dieser Zeit in der Gesamtberliner Stadtliga und erreichte am Saisonende unter zwölf Mannschaften Platz acht. Weil danach der Berliner Fußball-Verband das Vertragsspielersystem einführte, zog die DDR-Sportführung die Ost-Berliner Fußballmannschaften aus der Stadtliga ab und integrierte sie in das Ligensystems des DDR-Fußballs. Die betraf auch den VfB Pankow, der in die DS-Oberliga, die höchste DDR-Fußballklasse, eingestuft wurde.
Der 22-jährige König gehörte zu den wenigen VfB-Spielern, die den Wechsel in den DDR-Fußball akzeptierten, sodass die Mannschaft mit zahlreichen Neulingen an den Start in die Saison 1950/51 gehen musste. Er stand von Anfang an in der Mannschaft, wurde zunächst als Linksaußen-Stürmer eingesetzt, während er in der zweiten Hälfte der Saison als halbrechter Angreifer spielte. Von den 34 ausgetragenen Punktspielen bestritt er 33 Partien, kam aber nur zu zwei Torerfolgen. Die neu zusammengestellte Mannschaft des VfB war in der Oberliga chancenlos und landete am Saisonende als Tabellenletzter auf einem Abstiegsplatz.
Da neben dem VfB Pankow auch Union Oberschöneweide und die SG Lichtenberg 47 auf Abstiegsrängen standen, wäre Ost-Berlin in der kommenden Saison nicht mehr in der Oberliga vertreten gewesen. Da der DDR-Führung daran gelegen war, der „Hauptstadt der DDR“ auch ein positives sportliches Renommee zu sichern, veranlasste sie im Sommer 1951 die Bildung einer Fußballsektion bei der erst zu Jahresbeginn gegründeten Betriebssportgemeinschaft (BSG) Einheit Pankow. Die aus einigen VfB-Spielern und wiederum zahlreichen Neulingen gebildete Mannschaft wurde zur Saison 1951/52 zusätzlich den qualifizierten Teams der Oberliga hinzugeordnet; seinige Wochen später wurde auch die BSG Motor Oberschöneweide (statt Union) Oberligist. Von den VfB-Spielern hatte Max König den Wechsel zur BSG Einheit mit vollzogen. Auch dort gehörte er von Beginn an wieder zur Stamm-Mannschaft und fehlte nur bei drei der 36 Oberligaspieltage. Trainer Kurt Vorkauf probierte ihn zunächst in der Abwehr und im Mittelfeld aus, bis er ihn nach zwölf Spieltagen wieder als Stürmer vorwiegend auf halblinks spielen ließ. Diesmal erzielte er vier Meisterschaftsspiele. Der Versuch, Einheit Pankow als Oberligisten zu etablieren, scheiterte. Erneut landete eine Pankower Mannschaft auf dem letzten Platz der Oberligatabelle, und diesmal war der Abstieg endgültig besiegelt.
Nach einem kurzen Zwischenspiel beim West-Berliner Stadtligisten BFC Alemannia 90 wechselte König im Sommer 1952 zum TuS Bremerhaven 93, der in der Oberliga Nord spielte, eine der zu dieser Zeit fünf höchsten Fußball-Ligen in der Bundesrepublik. In der Saison 1954/55 erreichte er mit TuS Platz zwei in der Oberliga und damit die Endrunde um die deutsche Meisterschaft. König bestritt alle acht Endrundenspiele, nach denen Bremerhaven nach Abschluss der Vorrunde ausschied. Er wurde als Stürmer auf verschiedenen Positionen eingesetzt und erzielte im Spiel gegen Kickers Offenbach den Führungstreffer beim 2:0-Sieg. In derselben Saison erreichten die Bremerhavener im DFB-Pokal das Viertelfinale, auch bei diesen drei Spielen war König beteiligt und schoss beim 3:1-Sieg über den Hamburger SV wieder den Führungstreffer.
Zur Saison 1957/58 kehrte König nach West-Berlin zurück und spielte dort bis 1960 für den Berliner SV 1892 in der Oberliga Berlin. Danach verabschiedete er sich 32-jährig aus dem höherklassigen Fußball. 1967/68 war er Trainer bei Rapide Wedding, später beim TSC Friedenau und beim SSC Südwest.